# Lista planetelor minore/167101–167200
Aceasta este Lista planetelor minore/167101–167200; pentru a naviga prin lista completă vezi Lista planetelor minore.
Pentru ale detalii vezi și Proiect:Astronomie sau Portal:Astronomie.
| Nume              | Denumire provizorie | Data descoperirii  | Locul descoperirii  | Descoperitor(i) |
| ----------------- | ------------------- | ------------------ | ------------------- | --------------- |
| 167101 -          | 2003 ST46           | 16 septembrie 2003 | Anderson Mesa       | LONEOS          |
| 167102 -          | 2003 SB47           | 16 septembrie 2003 | Anderson Mesa       | LONEOS          |
| 167103 -          | 2003 SL50           | 18 septembrie 2003 | Palomar             | NEAT            |
| 167104 -          | 2003 SB51           | 18 septembrie 2003 | Palomar             | NEAT            |
| 167105 -          | 2003 SD52           | 18 septembrie 2003 | Palomar             | NEAT            |
| 167106 -          | 2003 SS60           | 17 septembrie 2003 | Kitt Peak           | Spacewatch      |
| 167107 -          | 2003 SK61           | 17 septembrie 2003 | Socorro             | LINEAR          |
| 167108 -          | 2003 SX61           | 17 septembrie 2003 | Socorro             | LINEAR          |
| 167109 -          | 2003 SK74           | 18 septembrie 2003 | Kitt Peak           | Spacewatch      |
| 167110 -          | 2003 SG76           | 18 septembrie 2003 | Kitt Peak           | Spacewatch      |
| 167111 -          | 2003 SU77           | 19 septembrie 2003 | Kitt Peak           | Spacewatch      |
| 167112 -          | 2003 SH78           | 19 septembrie 2003 | Kitt Peak           | Spacewatch      |
| 167113 Robertwick | 2003 SW78           | 19 septembrie 2003 | Junk Bond⁠(d)        | Junk Bond⁠(d)    |
| 167114 -          | 2003 SM82           | 18 septembrie 2003 | Socorro             | LINEAR          |
| 167115 -          | 2003 SU85           | 16 septembrie 2003 | Kitt Peak           | Spacewatch      |
| 167116 -          | 2003 SE87           | 17 septembrie 2003 | Socorro             | LINEAR          |
| 167117 -          | 2003 SF90           | 18 septembrie 2003 | Socorro             | LINEAR          |
| 167118 -          | 2003 SG90           | 18 septembrie 2003 | Socorro             | LINEAR          |
| 167119 -          | 2003 SW90           | 18 septembrie 2003 | Socorro             | LINEAR          |
| 167120 -          | 2003 SR98           | 19 septembrie 2003 | Haleakala           | NEAT            |
| 167121 -          | 2003 SZ122          | 18 septembrie 2003 | Socorro             | LINEAR          |
| 167122 -          | 2003 SL123          | 18 septembrie 2003 | Socorro             | LINEAR          |
| 167123 -          | 2003 SU124          | 18 septembrie 2003 | Palomar             | NEAT            |
| 167124 -          | 2003 SB134          | 18 septembrie 2003 | Socorro             | LINEAR          |
| 167125 -          | 2003 SZ137          | 19 septembrie 2003 | Palomar             | NEAT            |
| 167126 -          | 2003 SS141          | 20 septembrie 2003 | Campo Imperatore⁠(d) | CINEOS⁠(d)       |
| 167127 -          | 2003 SX143          | 21 septembrie 2003 | Socorro             | LINEAR          |
| 167128 -          | 2003 SK148          | 16 septembrie 2003 | Socorro             | LINEAR          |
| 167129 -          | 2003 SO155          | 19 septembrie 2003 | Anderson Mesa       | LONEOS          |
| 167130 -          | 2003 SL156          | 19 septembrie 2003 | Anderson Mesa       | LONEOS          |
| 167131 -          | 2003 SR159          | 22 septembrie 2003 | Kitt Peak           | Spacewatch      |
| 167132 -          | 2003 SX162          | 19 septembrie 2003 | Kitt Peak           | Spacewatch      |
| 167133 -          | 2003 SS164          | 20 septembrie 2003 | Anderson Mesa       | LONEOS          |
| 167134 -          | 2003 SF167          | 22 septembrie 2003 | Socorro             | LINEAR          |
| 167135 -          | 2003 SE178          | 19 septembrie 2003 | Palomar             | NEAT            |
| 167136 -          | 2003 SG178          | 19 septembrie 2003 | Palomar             | NEAT            |
| 167137 -          | 2003 SS184          | 21 septembrie 2003 | Kitt Peak           | Spacewatch      |
| 167138 -          | 2003 SP195          | 20 septembrie 2003 | Palomar             | NEAT            |
| 167139 -          | 2003 SU195          | 20 septembrie 2003 | Haleakala           | NEAT            |
| 167140 -          | 2003 SP196          | 20 septembrie 2003 | Palomar             | NEAT            |
| 167141 -          | 2003 SZ196          | 21 septembrie 2003 | Anderson Mesa       | LONEOS          |
| 167142 -          | 2003 SV199          | 21 septembrie 2003 | Anderson Mesa       | LONEOS          |
| 167143 -          | 2003 SD200          | 21 septembrie 2003 | Anderson Mesa       | LONEOS          |
| 167144 -          | 2003 SG200          | 25 septembrie 2003 | Palomar             | NEAT            |
| 167145 -          | 2003 SS205          | 25 septembrie 2003 | Haleakala           | NEAT            |
| 167146 -          | 2003 ST207          | 26 septembrie 2003 | Socorro             | LINEAR          |
| 167147 -          | 2003 SZ207          | 26 septembrie 2003 | Socorro             | LINEAR          |
| 167148 -          | 2003 SO208          | 23 septembrie 2003 | Palomar             | NEAT            |
| 167149 -          | 2003 SR210          | 23 septembrie 2003 | Palomar             | NEAT            |
| 167150 -          | 2003 SR211          | 25 septembrie 2003 | Palomar             | NEAT            |
| 167151 -          | 2003 SH212          | 25 septembrie 2003 | Palomar             | NEAT            |
| 167152 -          | 2003 SM213          | 26 septembrie 2003 | Socorro             | LINEAR          |
| 167153 -          | 2003 SA218          | 27 septembrie 2003 | Desert Eagle        | W. K. Y. Yeung  |
| 167154 -          | 2003 SC218          | 27 septembrie 2003 | Desert Eagle        | W. K. Y. Yeung  |
| 167155 -          | 2003 SU218          | 28 septembrie 2003 | Desert Eagle        | W. K. Y. Yeung  |
| 167156 -          | 2003 SA228          | 27 septembrie 2003 | Socorro             | LINEAR          |
| 167157 -          | 2003 SA234          | 25 septembrie 2003 | Palomar             | NEAT            |
| 167158 -          | 2003 SD235          | 26 septembrie 2003 | Socorro             | LINEAR          |
| 167159 -          | 2003 SH235          | 27 septembrie 2003 | Socorro             | LINEAR          |
| 167160 -          | 2003 SY238          | 27 septembrie 2003 | Socorro             | LINEAR          |
| 167161 -          | 2003 SU244          | 26 septembrie 2003 | Socorro             | LINEAR          |
| 167162 -          | 2003 SW246          | 26 septembrie 2003 | Socorro             | LINEAR          |
| 167163 -          | 2003 SG247          | 26 septembrie 2003 | Socorro             | LINEAR          |
| 167164 -          | 2003 ST247          | 26 septembrie 2003 | Socorro             | LINEAR          |
| 167165 -          | 2003 SY247          | 26 septembrie 2003 | Socorro             | LINEAR          |
| 167166 -          | 2003 SR248          | 26 septembrie 2003 | Socorro             | LINEAR          |
| 167167 -          | 2003 SZ249          | 26 septembrie 2003 | Socorro             | LINEAR          |
| 167168 -          | 2003 SP250          | 26 septembrie 2003 | Socorro             | LINEAR          |
| 167169 -          | 2003 SH251          | 26 septembrie 2003 | Socorro             | LINEAR          |
| 167170 -          | 2003 SC252          | 26 septembrie 2003 | Socorro             | LINEAR          |
| 167171 -          | 2003 SP257          | 28 septembrie 2003 | Socorro             | LINEAR          |
| 167172 -          | 2003 SV257          | 28 septembrie 2003 | Socorro             | LINEAR          |
| 167173 -          | 2003 SN258          | 28 septembrie 2003 | Kitt Peak           | Spacewatch      |
| 167174 -          | 2003 SL260          | 27 septembrie 2003 | Kitt Peak           | Spacewatch      |
| 167175 -          | 2003 SO266          | 29 septembrie 2003 | Socorro             | LINEAR          |
| 167176 -          | 2003 SO269          | 28 septembrie 2003 | Goodricke-Pigott⁠(d) | R. A. Tucker⁠(d) |
| 167177 -          | 2003 SD271          | 25 septembrie 2003 | Haleakala           | NEAT            |
| 167178 -          | 2003 SF272          | 27 septembrie 2003 | Socorro             | LINEAR          |
| 167179 -          | 2003 SK273          | 27 septembrie 2003 | Socorro             | LINEAR          |
| 167180 -          | 2003 SR273          | 28 septembrie 2003 | Kitt Peak           | Spacewatch      |
| 167181 -          | 2003 SH277          | 30 septembrie 2003 | Socorro             | LINEAR          |
| 167182 -          | 2003 SK281          | 19 septembrie 2003 | Kitt Peak           | Spacewatch      |
| 167183 -          | 2003 SU284          | 20 septembrie 2003 | Socorro             | LINEAR          |
| 167184 -          | 2003 SO286          | 21 septembrie 2003 | Palomar             | NEAT            |
| 167185 -          | 2003 SZ287          | 30 septembrie 2003 | Socorro             | LINEAR          |
| 167186 -          | 2003 SO288          | 28 septembrie 2003 | Socorro             | LINEAR          |
| 167187 -          | 2003 SX294          | 28 septembrie 2003 | Socorro             | LINEAR          |
| 167188 -          | 2003 SA295          | 28 septembrie 2003 | Socorro             | LINEAR          |
| 167189 -          | 2003 SS299          | 30 septembrie 2003 | Socorro             | LINEAR          |
| 167190 -          | 2003 SR302          | 17 septembrie 2003 | Palomar             | NEAT            |
| 167191 -          | 2003 SQ306          | 30 septembrie 2003 | Socorro             | LINEAR          |
| 167192 -          | 2003 SU309          | 27 septembrie 2003 | Socorro             | LINEAR          |
| 167193 -          | 2003 SD322          | 27 septembrie 2003 | Socorro             | LINEAR          |
| 167194 -          | 2003 SL322          | 28 septembrie 2003 | Socorro             | LINEAR          |
| 167195 -          | 2003 TP1            | 2 octombrie 2003   | Kitt Peak           | Spacewatch      |
| 167196 -          | 2003 TN5            | 2 octombrie 2003   | Socorro             | LINEAR          |
| 167197 -          | 2003 TO5            | 2 octombrie 2003   | Socorro             | LINEAR          |
| 167198 -          | 2003 TV7            | 1 octombrie 2003   | Anderson Mesa       | LONEOS          |
| 167199 -          | 2003 TT14           | 14 octombrie 2003  | Anderson Mesa       | LONEOS          |
| 167200 -          | 2003 TO18           | 15 octombrie 2003  | Anderson Mesa       | LONEOS          |